# Хикильпан-де-Хуарес
Хикильпан-де-Хуарес (исп. Jiquilpan de Juárez) — город в Мексике, в штате Мичоакан, входит в состав муниципалитета Хикильпан и является его административным центром. Численность населения, по данным переписи 2020 года, составила 24 662 человека.

## Общие сведения
Название Jiquilpan с языка науатль можно перевести как: место красильных растений.
Поселение было основано в доиспанский период, его первое упоминание относится к 1450 году, когда тараски во главе с потомками Тариакури подчинили себе этот регион.
В 1530 году поселение было покорено конкистадором Нуньо Гусманом, после чего началась евангелизация местного населения монахами-францисканцами.
В XVII веке началось строительство нескольких храмов.
16 апреля 1891 года поселению присвоен статус города с названием Хикильпан-де-Хуарес.
27 ноября 2012 года поселению присвоено звание магического городка.
Хикильпан-де-Хуарес расположен в 200 км к западу от столицы штата, города Морелия, на федеральных трассах 15 и 110.

## Население
| Год  | Численность | Численность |
| ---- | ----------- | ----------- |
| 2010 | 24 233      | [ 8 ]       |
| 2020 | 24 662      | [ 9 ]       |